# Pete Peterson
Douglas Brian Peterson, detto Pete (Omaha, 26 giugno 1935), è un politico, militare e ambasciatore statunitense naturalizzato australiano, membro della Camera dei Rappresentanti per lo stato della Florida dal 1991 al 1997.

## Biografia
Nato nel Nebraska, Peterson crebbe nell'Iowa e studiò a Tampa, in Florida. Dopo gli studi, si arruolò nell'Air Force e venne mandato in Vietnam. Durante la guerra, nel settembre del 1966, il suo F-4 Phantom venne abbattuto e lui fu fatto prigioniero; Peterson venne rilasciato solo nel marzo del 1973.
Tornato in patria, Peterson proseguì gli studi e venne assunto come professore all'Università statale della Florida. In seguito entrò in politica con il Partito Democratico e nel 1990 si candidò alla Camera dei Rappresentanti contro il deputato in carica James W. Grant, un democratico che era passato al Partito Repubblicano nel corso del suo secondo mandato. Peterson riuscì a sconfiggerlo e approdò al Congresso, dove rimase fino al 1997, quando decise di ritirarsi per accettare l'incarico di ambasciatore in Vietnam propostogli dal Presidente Clinton.
Peterson mantenne l'incarico fino alla fine dell'amministrazione Clinton e successivamente fondò The Alliance for Safe Children, un'organizzazione no-profit che si occupa di tutelare la salute dei bambini.
Dopo essere rimasto vedovo della prima moglie, Peterson si risposò con Vi Le, una donna australiana di origini vietnamite. In seguito al matrimonio, Peterson si trasferì a Melbourne e dopo alcuni anni ottenne la cittadinanza australiana.